# Toksu
Toksu (âm Hán Việt: Tân Hòa huyện, chữ Hán giản thể: 新和县) là một huyện thuộc địa khu Aksu, Tân Cương, Cộng hòa Nhân dân Trung Hoa. Huyện này có diện tích 5821 ki-lô-mét vuông, dân số năm 2002 là 140.000 người. Mã số bưu chính là 842100. Chính quyền huyện đóng ở trấn Tân Hòa. Về mặt hành chính, huyện này được chia thành 1 trấn, 5 hương.
- Trấn: Toksu
- Hương: Y-kỳ-ngải-nhật-khắc, Phách-tiên-bái-ba-trát, Tháp-thập-ngải-nhật-khắc, Vị-can, Vưu-lỗ-đô-tư-ba-cách, Ngọc-kì-khách-đặc.